# Otis Spann
Otis Spann (ur. 21 marca 1930 lub 21 marca 1924, zm. 24 kwietnia 1970) – amerykański bluesman, wokalista, pianista reprezentujący blues chicagowski i blues miejski.

## Życiorys
Urodził się w Jackson w Missisipi w hrabstwie Hinds lub w Belzoni w hrabstwie Humphreys w Missisipi. Ojcem był pianista Friday Ford, a matką Josephine Erby – śpiewająca gitarzystka, która występowała m.in. z Memphis Minnie i Bessie Smith. Był jednym z ich pięciorga dzieci. Jednak był wychowywany przez ojczyma Franka Houstona Spanna, który był kaznodzieją i muzykiem.
Od dziecka pracował na farmie, lecz w wieku 7 lat nauczył się grać na fortepianie. Jego nauczycielami byli ojciec, ojczym i Little Brother Montgomery.
Wkrótce grał na fortepianie podczas nabożeństw w kościele jego ojca w Jackson. W 1939 r. wygrał konkurs dla amatorów, który odbył się w Alamo Theatre. Razem z przyjacielem Little Johnnym Jonesem zaczął występować na lokalnych prywatkach. W połowie lat 40. XX w. rozpoczął naukę w Campbell Jr College. W latach 1944–1946 był profesjonalnym graczem futbolowego teamu Bells oraz bokserem. Często także występował z lokalnymi zespołami w barach, klubach i tawernach w rejonie Jackson.
Po wstąpieniu do armii amerykańskiej służył w Japonii i Niemczech.
W 1947 r., po śmierci matki, wyjechał do Chicago. Zaczął występować w klubach, najpierw solo, a później z gitarzystą z Luizjany Morrisem Pejoe oraz Big Maceo, który wywarł wpływ na ukształtowanie się stylu Spanna. W rok później założył własny zespół, z którym występował w Tick Tock Lounge. W 1950 r. w zespole tym grali Forest City Joe i Francis Clay.
W 1953 r. rozpoczął nagrywać płyty jako muzyk zespołu Muddy Watersa.
W 1954 r. dokonał swoich pierwszych własnych nagrań (dla firm Checker i Chess, na których towarzyszyli mu George Smith (harmonijka), B.B. King (gitara), Robert Lockwood Jr. (gitara), Muddy Waters (gitara basowa) i nieznany perkusista.
Chociaż był stałym członkiem grupy Watersa w latach 1953-1969 (zastąpił Big Maceo), to występował i nagrywał także z innymi muzykami. W 1953 r. występował z zespołem Louis Myers Band w lokalnych chicagowskich klubach. W 1954 r. nagrywał z Howlin’ Wolfem, w następnym roku nagrywał z Bo Diddleyem.
Od 1955 r. został stałym pianistą firmy Chess i dokonał wielu nagrań zarówno firmowanych przez siebie, jak i innych muzyków.
W 1958 r. odbył tournée z Muddy Waters Band oraz Chris Barber Band po Wielkiej Brytanii. Wystąpili na Leeds Festival w Londynie.
W 1960 r. nagrywał z Robertem Jr Lockwoodem dla firm Candid i Barnaby w Nowym Jorku. Następnie z zespołem Muddy Watersa wystąpił na Newport Jazz Festival w Newport w stanie Rhode Island. Koncert został sfilmowany. Później dokonał nagrań firmowanych przez Howlin’ Wolfa dla firmy Chess oraz firmowanych przez siebie dla firmy Decca Records.
Na początku lat 60. grał w klubie Smitty's Corner w Chicago. W 1961 r. wystąpił w grupie Muddy Watersa w Carnegie Hall w Nowym Jorku.
W 1963 r. występował w Copa Cabana Club w Chicago. W tym samym roku wziął udział w American Folk Blues Festival, koncertując w Europie. Jeden z koncertów był transmitowany przez stację TV Granada w Londynie pod tytułem „I Hear the Blues”. Następnie nagrywał dla firmy Fontana Records w Bremie w Niemczech oraz dla Storyville Records w Kopenhadze.
W 1964 r. z Muddy Waters Band wystąpił na Chicago Folk Music Festival i dokonał nagrań dla firmy Testament Records. Wziął udział w Hunter College Blues Concert w Nowym Jorku. Następnie odbył tournée po Anglii w ramach American Blues Caravan. Jeden z koncertów był transmitowany przez Granada-TV w Londynie jako Blues & Gospel Train. Przy okazji dokonał nagrań dla Decca Records oraz jej filii Ace of Clubs. Następnie odbył tournée po Francji. Po występach w chicagowskim Pepper’s Lounge wystąpił na Newport Folk Festival w Newport.
W 1965 r. wystąpił na Downbeat Jazz Festival w Chicago i dokonał nagrań dla firmy Prestige Records w Chicago. Następnie wziął udział w sesji nagraniowej Johnny’ego Younga dla firmy Arhoolie Records.
W 1966 r. występował w klubie Slug's, a następnie w klubie Cafe A-Go-Go w Nowym Jorku. Nagrywał także dla nowojorskiej firmy Spivey Records, a następnie dla Vanguard Records w Chicago, potem dla BluesWay w Nowym Jorku. Oprócz tego nagrywał także z Johnnym Shinesem dla firmy Testament Records.
W 1968 r. wystąpił na Monterey Jazz Festival w Monterey w Kalifornii. Nagrywał także z Buddym Guyem dla firmy Vanguard w Chicago, a później z Johnnym Shinesem dla firmy Blue Horizon w Chicago. Odbył tournée w Muddy Waters Band po USA.
W latach 1968–1969 występował w klubie Eagle's w Seattle w stanie Waszyngton.
W 1969 r. występował w Winterland w San Francisco i w Electric Circus w Nowym Jorku. Nagrywał także dla firmy BluesTime w Nowym Jorku. Następnie z własnym zespołem wystąpił na Chicago Blues Festival w Chicago. Odbył również tournée po Anglii i Szkocji w ramach American Folk Blues Festival. Występował również w Ronnie Scott Club w Londynie. W 1970 r. TV BBC-2 nadała zarejestrowany występ zatytułowany „Jazz Scene at Ronnie Scott's”. Koncertował także na Jazz Expo '69 w Londynie, a po powrocie do USA w Fillmore East w Nowym Jorku, w Washington Square Methodist Church w Nowym Jorku. Następnie dokonał nagrań z Johnnym Youngiem dla Blue Horizon w Chicago, dla firmy Spivey w Nowym Jorku i z duetem Junior Wells i Buddy Guy dla Delmark Records w Chicago.
W 1970 r. nagrał ścieżkę dźwiękową dla brytyjskiego filmu „Blues Like Showers of Rain”.
Z powodu choroby musiał zaprzestać dzielności artystycznej. Był leczony w Cook County Hospital w Chicago, gdzie zmarł na raka 24 kwietnia 1970 r. Został pochowany na Burr Oak Cemetery w Worth w stanie Illinois.
Był dwukrotnie żonaty. Pierwszą żoną była Ola Marie w latach 40. XX w. Około 1967 r. poślubił piosenkarkę Mahalię Lucille Jenkins, znaną bardziej jako Lucille Spann. Był najbliższym kuzynem pieśniarza Johnny’ego Jonesa.

## Ocena i krytyka
W 1980 r. został wprowadzony do Blues Hall of Fame.
Był idealnym akompaniatorem, który atakował klawiaturę z energią i ogniem. Oprócz tego był także ważnym artystą bluesa na własnych prawach. Był obdarzony szczególnym przyciemnionym głosem, który brzmiał intymnie i w czasie występów był w stanie w każdym utworze ukazać jak i dlaczego blues powstaje. Pomimo tego śpiewał raczej niechętnie, skupiając się raczej na klawiaturze niż na kontakcie z publicznością
Swój styl ukształtował pod wpływem takich muzyków jak Leroy Carr, Coot Davis, Tommy Johnson, Big Maceo Merriweather, Little Brother Montgomery i Roosevelt Sykes.
Jego styl i mistrzostwo w wykonywaniu bluesa stawia go wśród największych pianistów bluesowych ery powojennej. Wywarł wpływ na wszystkich współczesnych pianistów bluesowych.

## Wybrana dyskografia i filmografia
Płyty/CD
- Otis Spann Is the Blues (1960, reedycja poszerzona w 1991 r.)
- Portrait in Blues (1963)
- Piano Blues (1963)
- The Blues of Otis Spann (1963, poszerzona reedycja w 1993)
- Blues Masters, Vol. 10 (1964)
- Otis Spann's Chicago Blues: Nobody Knows My Troubles (1966, poszerzona reedycja w 1994 r.)
- The Blues Is Where It's At (1967, reedycja z 1995 r. poszerzona o Bottom of the Blues wydana jako Down to Earth: The Bluesway Recordings)
- Biggest Thing Since Colossus (1969, z Fleetwood Mac, poszerzona reedycja z 2006 The Complete Blue Horizon Sessions)
- Cracked Spanner Head (1969, reedycja w 2005 r. z The Blues of Otis Spann)
- Candid Spann, Vols. 1-2 (1983)
- Live the Life (1997, z Muddy Watersem)
- Otis Spann's Chicago Blues (1997)
- The Best of Vanguard Years (1999)
- Last Call: Live at Boston Tea Party, April 2, 1970 (2000)

DVD
- American Folk Blues Festival 1962-1969, Vol. 3 (2004)
- Muddy Waters: Got My Mojo Working. Rare Performances 1968-1978 (2000)
- Muddy Waters: Classic Concerts (2006)